# Natalia Załuska
Natalia Załuska (ur. 1984 roku w Krakowie) – polska malarka. Absolwentka Akademii Sztuk Pięknych w Wiedniu (2008-2013, pracownia Daniela Richtera i Lisy Ruyter). Mieszka i pracuje w Warszawie. Związana z Galerią Le Guern w Warszawie, Christine König Galerie w Wiedniu, Galerie Klüser w Monachium oraz z Galerie Jochen Hempel w Lipsku. 

## Twórczość
Natalia Załuska w swojej praktyce artystycznej stosuje powtórzenie wybranych motywów i schematów, posługując się techniką przestrzennego kolażu. Jej obrazy wpisują się w nurt abstrakcyjny. Tworzy geometryczne układy oraz wielowarstwowe kompozycje. Cechy charakterystyczne pierwszych dzieł to tekstura, kolaż czy wycinanki. Początkowo w dziełach wykorzystywała ograniczoną paletę barw, były to odcienie bieli i czerni, czasem wzbogacone o różne odcienie kolorów. Swoją praktykę ciągle rozwija, od 2020 roku tworzy także dwustronne obrazy abstrakcyjne, które charakteryzują się wyraźną konstrukcją oraz przełamują płaskość obrazu.    

## Wystawy

### Wystawy indywidualne
2021 
- Rhythms and Figures, Galería Elba Benítez, Madryt, Hiszpania[6]

2019 
- Narrative Poetics, Galerie Klüser 2, Monachium, Niemcy[7]
- Theun Govers & Natalia Załuska, Galerie Jochen Hempel, Lipsk, Niemcy[8][9]
- Uneasily Visible Place, Zahorian & Van Espen Galery, Praga, Czechy[10][11]

2018 
- Pas de Deux, Christine König Galerie, Wiedeń, Austria[12][13]
- Wielokrotność rzeczy, Galeria Le Guern, Warszawa, Polska[14]
- Nowe Prace Neonowe, Fundacja Razem Pamoja, Kraków, Polska[15]

2017 
- Fade Away Memories, Galerie Jochen Hempel, Berlin, Niemcy[16]

2016 
- Most Relative Times, Galerie Klüser 2, Monachium, Niemcy[17][18]
- Double sequence, Sotheby's Artist Quarterly, Wiedeń, Austria

2015 
- Natalia Załuska, Christine König Galerie, Wiedeń, Austria[19]
- Reduktion im Aufbruch, Galerie Klüser 2, Monachium, Niemcy[20]

2014 
- mechanizm małych zmian, Galeria Le Guern, Warszawa, Polska[21]
- Natalia Załuska, Galerie Jochen Hempel, Berlin, Niemcy[22]

2013 
- Diplomausstellung, Atelierhaus, Akademie der bildenden Künste Wien, Wiedeń, Austria

### Wystawy zbiorowe
2022 
- Trio Feminin, Christine König Galerie, Wiedeń, Austria[23][24]

2021 
- XY_now, Q_now, Q Contemporary, Budapeszt, Węgry[25]
- We Are Not Sure if the Show Will Still Be Open Tomorrow, Galerie Jochen Hempel, Lipsk, Niemcy[26][27]
- Fryz i Emblemat. Praktyczny manifest nowych form plastycznych w polskich szkołach, Razem Pamoja Foundation, Dzielna 5, Warszawa, Polska[28]
- CCC | click, connect, collect, KOENIG2 by robbygreif, Wiedeń, Austria[29]
- Paulina Ołowska. Mainly for Women in collaboration with Karolina Jabłońska, Dominika Olszowy, Agata Słowak, Natalia Załuska, SCAD Museum of Art, Savannah, Georgia, USA

2020
- Płaca za pracę domową. Paulina Ołowska, Natalia Załuska, Agata Słowak, Fundacja Galerii Foksal, Warszawa, Polska[32][33]
- Przestrzenie miedzyprzestrzeni (Hommage a Otto Freundlich), Akademia Sztuk Pięknych, Katowice, Polska[34][35]

2019 
- #AOTD, Kunsthalle CCA Andratx, Majorka, Hiszpania[36][37]
- RealitätsCheck, Kunstraum Poczdam, Niemcy[38][39][40]
- Młode malarstwo polskie, Muzeum Narodowe, Gdańsk, Polska
- Przestrzenie miedzyprzestrzeni (Hommage a Otto Freundlich), Centrum Aktywności Twórczej, Ustka, Polska

2018 
- Abstract/ion, Galerie Klüser, Monachium, Niemcy[41][42]
- Die Abstraktion ist eine Frau, Instytut Polski w Düsseldorfie, Niemcy[43]
- salondergegenwart, Grosse Bleichen 34, Hamburg, Niemcy[44]
- Krakowski Salon Sztuki, Pałac Sztuki, Kraków, Polska[45][46]
- Dark was the night. Prace z the Artist-in-Residence, Gallery CCA Andratx, Hiszpania[47]

2017 
- Abstract Painting Now!, Kunsthalle Krems, Austria[48][49]
- Co z tą abstrakcją, Fundacja Stefana Gierowskiego, Warszawa, Polska[50][51]
- reduce to a maximum, Kunstraum Sellemond, Wiedeń, Austria[52]

2016 
- Interior, Galeria Le Guern, Warszawa, Polska[53]
- Away. Stories from abroad, A Project around residencies, Former Post- and Telegraphoffice, Wiedeń, Austria[54]
- Summer in the City, Christine König Galerie, Wiedeń, Austria[55][56]
- Just Black and White, Klüser & Galerie Klüser 2, Monachium, Niemcy[57][58]
- Parallel Vienna, Altes Zollamt, Wiedeń, Austria[59]

2015 
- Czysta Formalność, Galeria Labirynt, Lublin, Polska[60][61]
- Recent Acquisitions, Lentos Kunstmuseum Linz, Austria[62]
- look, look…, Kunstraum Sellemond, Wiedeń, Austria

2014 
- Fresh, Gallery CCA Andratx, Majorka, Hiszpania
- Bildbaumeister extended, Temporäre Halle für Kunst Linz, Austria
- Bildbaumeister, Parallel Wiedeń, Austria
- The Sky is Blue in Some Other Way: A Diagram of a Possible Misreading, Galeria Elba Benítez, Madryt, Hiszpania[63]
- New Positions, Art Cologne, Kolonia, Niemcy[64]

2013 
- exTRAct III, Kunstforeningen GL STRAND, Kopenhaga, Dania[65]
- vis-á-vis, K12 Galerie, Bregenz, Austria
- The Whisperers, Contemporary Art Center Matadero Madrid, Madryt, Hiszpania
- Andratx on Paper, Kunsthalle CCA Andratx, Majorka, Hiszpania
- Minimal Compact, Christine König Galerie, Wiedeń, Austria[66][67]
- Tkáčová, Christine König Galerie, Wiedeń, Austria
- curators' network, Kunsthalle Exnergasse, Wiedeń, Austria[68]

## Kolekcje
Prace Natalii Załuskiej znajdują się w kolekcjach: 
- Banco Sabadell Collection, Barcelona, Hiszpania
- Belvedere Museum, Wiedeń, Austria
- CCA Andratx, Majorka, Hiszpania
- Jorge M. Pérez Collection, Miami, USA
- Langen Foundation, Neuss, Niemcy
- Lentos Kunstmuseum, Linz, Austria
- Stiftung Ahlers Pro Arte, Hannover, Niemcy
- The ING Polish Art Collection, Warszawa, Polska[69]
- E.ON Kunstsammlung, Essen, Niemcy
- Q Contemporary Collection, Budapeszt, Węgry[70]
- Munich Re Art Collection, Monachium, Niemcy[71]
- Muzeum Narodowe, Gdańsk, Polska
- m for mBank's art collection, Warszawa, Polska[72]

## Rezydencje/Stypendia
2021 
- Stypendium z Funduszu Popierania Twórczości Stowarzyszenia Autorów ZAiKS, Warszawa, Polska

2018 
- Artist-in-Residence, International Studio & Curatorial Program (ISCP), Nowy Jork, USA
- Stypendium „Młoda Polska”, Ministerstwo Kultury i Dziedzictwa Narodowego, Warszawa, Polska

2016 
- Artist-in-Residence, Cité internationale des Arts, Paryż, Francja
- Studio grant by Austrian Federal Ministry for Education, Arts and Culture

2015/16 
- Artist-in-Residence, Cité internationale des Arts, Paryż, Francja
- Studio grant by Austrian Federal Ministry for Education, Arts and Culture

2015 
- Artist-in-Residence, Art-Bellwald, Bellwald, Szwajcaria

2014 
- Artist-in-Residence, CCA Andratx, Majorka, Hiszpania

2013 
- Artist-in-Residence, Kunstnarhuset Messen, Norwegia

2011-2013 
- Alfred-Toepfer Stiftung F.V.S stypendium, Hamburg, Niemcy

2012 
- Grant, Akademie der bildenden Künste Wiedeń, Austria

2011 
- Artist-in-Residence, CCA Andratx, Majorka, Hiszpania
- Grant, Akademie der bildenden Künste Wiedeń, Austria